# Grotenburg

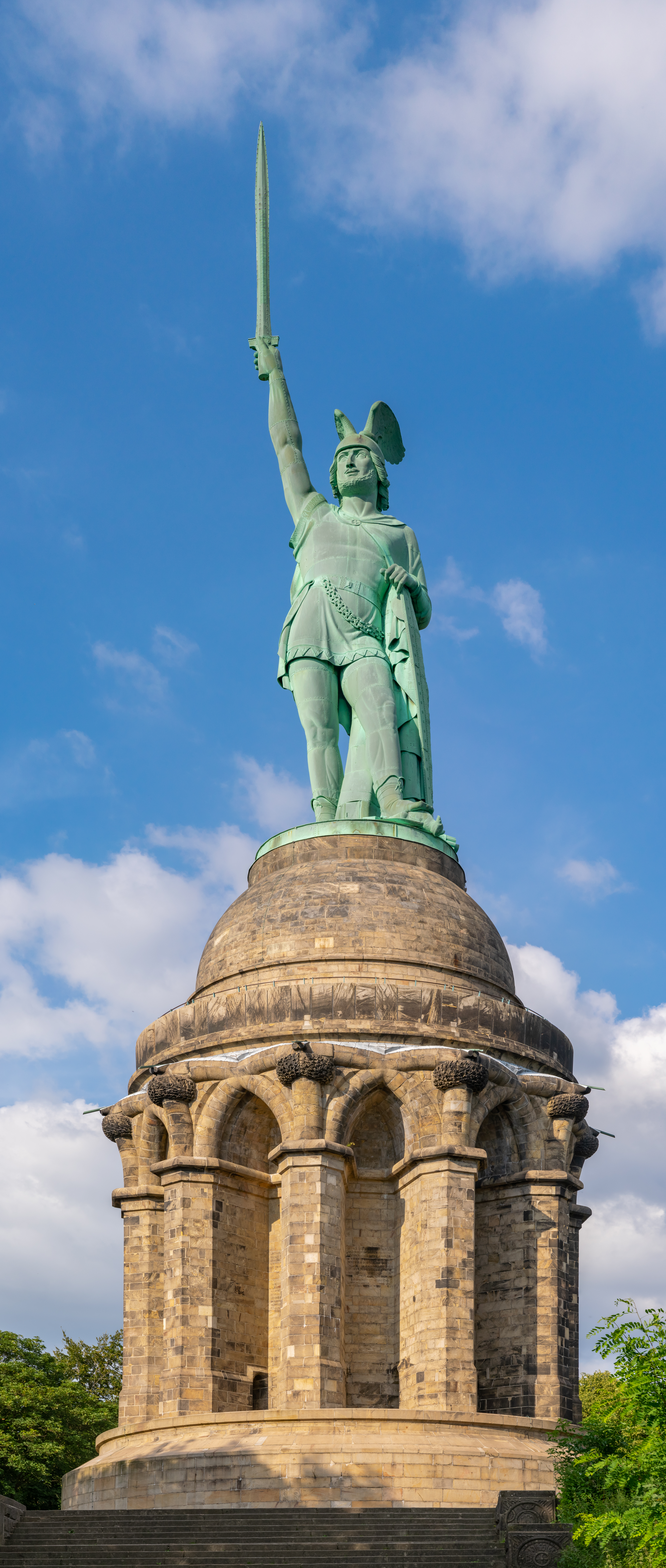
Das Hermannsdenkmal auf der Grotenburg

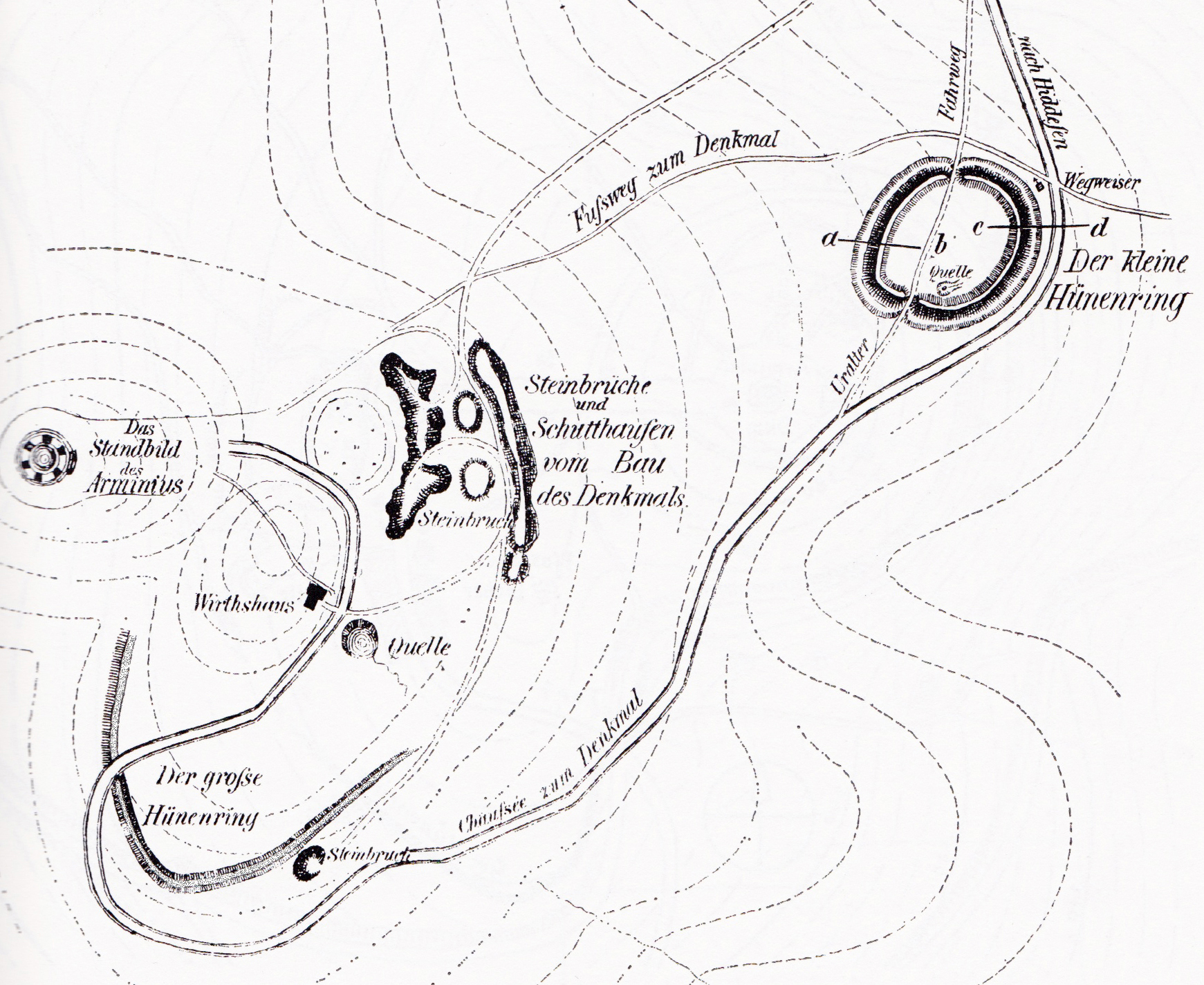
Lageplan der Grotenburg, Großer und Kleiner Hünenring

Die Grotenburg ist ein 386 m ü. NHN hoher Berg im Südosten des Teutoburger Waldes, in Detmold-Hiddesen, Kreis Lippe, Nordrhein-Westfalen (Deutschland). Bekannt ist die Grotenburg insbesondere durch das Hermannsdenkmal.
Der Berg wird gelegentlich auch Teutberg oder kurz Teut genannt. Es ist jedoch umstritten, ob diese Bezeichnung historisch zutreffend ist. Laut Moritz Friedrich Essellen geht die Bezeichnung auf Christian Gottlieb Clostermeier zurück.

## Geografie
Der bewaldete Berg befindet sich im Lippischen Wald, einem südöstlichen Teil des Teutoburger Waldes, rund 1,5 km (Luftlinie) südlich des Detmolder Ortsteilkerns Hiddesen. Eine Besonderheit ist, dass sich der Berg nördlich des Hauptkammes des Teutoburger Waldes befindet und somit, auch dank seiner Höhe, recht markant wirkt.
An den Hängen der Grotenburg – insbesondere am Osthang – befinden sich viele Quellen, die einige kleine Bäche speisen. Während am Südhang nur der 6,7 km lange Heidenbach und der Silberbach, der der Berlebecke zufließt, entspringen, befinden sich am Osthang gleich mehrere Quellen. Hier entspringt der Rautenbergbach, der ein 2,1 km langer, linker Nebenfluss der Berlebecke ist. Außerdem entspringen hier auch seine Nebenbäche: Der 0,6 km lange Schmandbach, der 0,9 km lange Grasfroschbach, der 0,4 km lange Krötenbach und der 0,5 km lange Teichmolchbach.

## Ringwallanlagen
Auf dem Gipfel des Berges finden sich Reste einer Ringwallanlage, direkt unterhalb des heutigen Parkplatzes gelegen und zu besichtigen. Diese Wälle waren Teil einer Wallburg aus der späten vorrömischen Eisenzeit. Diese wird als Großer Hünenring bezeichnet. Der Begriff Grotenburg selbst bedeutet große Burg und bezieht sich direkt auf die Wallanlagen.
An der Auffahrtstraße zum Denkmalsgelände des Berggipfels befindet sich der Kleine Hünenring, eine mittelalterliche Wallanlage.

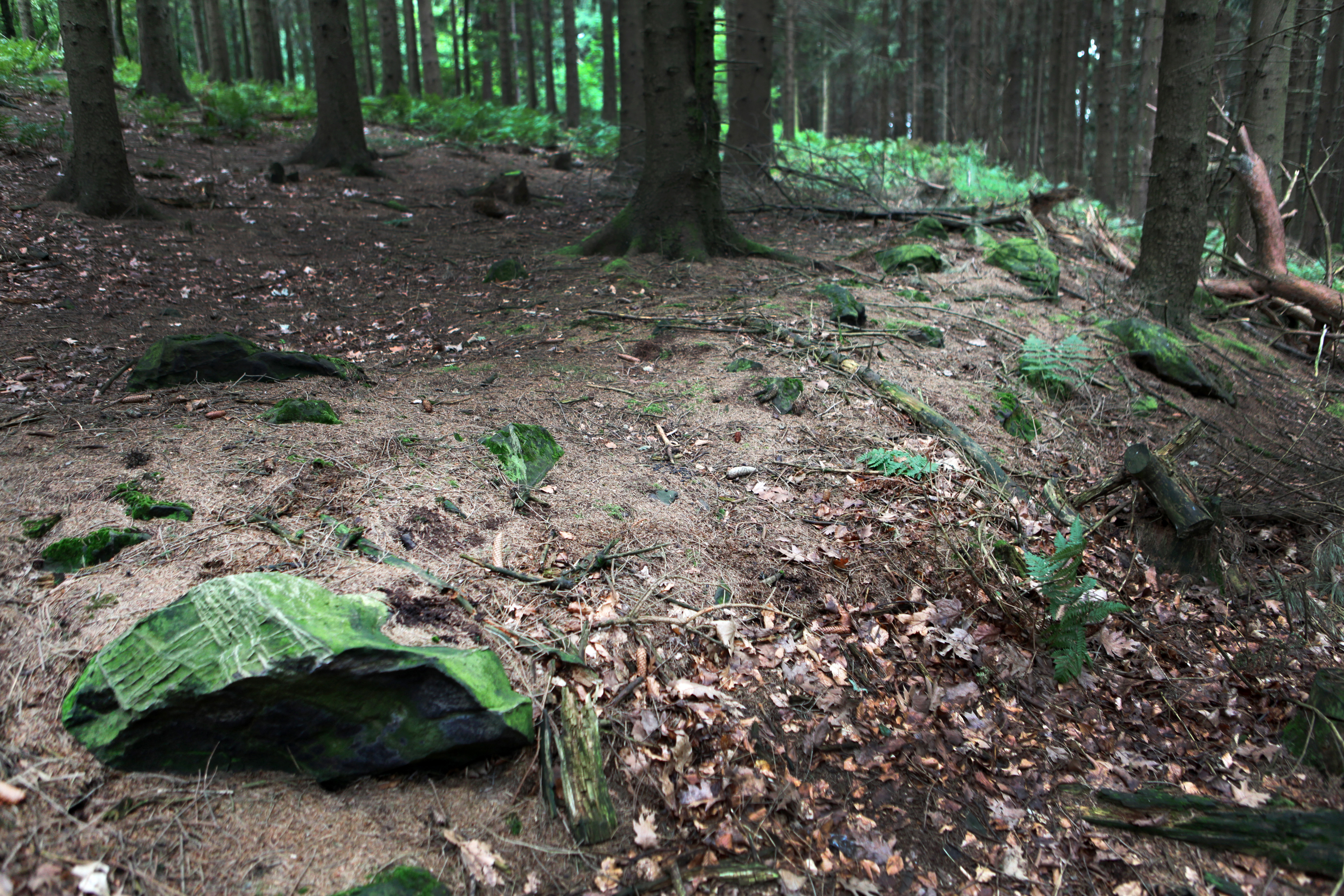
Wallreste Großer Hünenring (unterhalb des Parkplatzes)
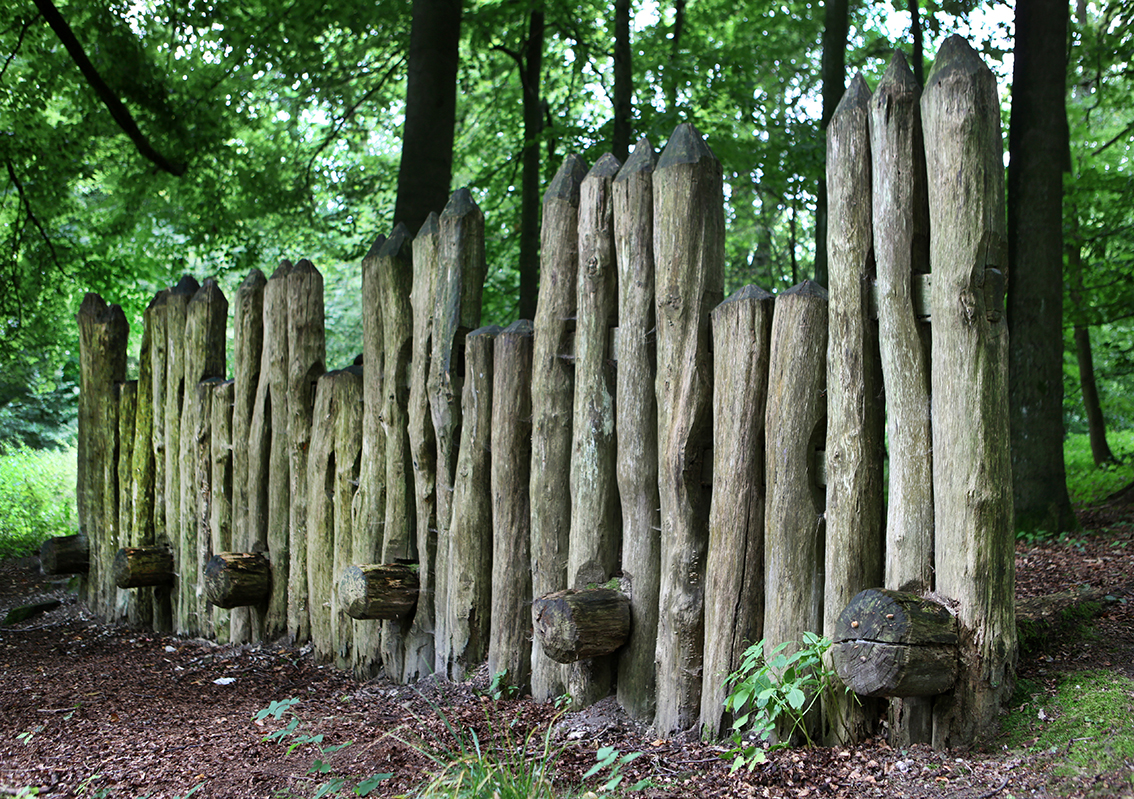
Rekonstruierter Wall Großer Hünenring
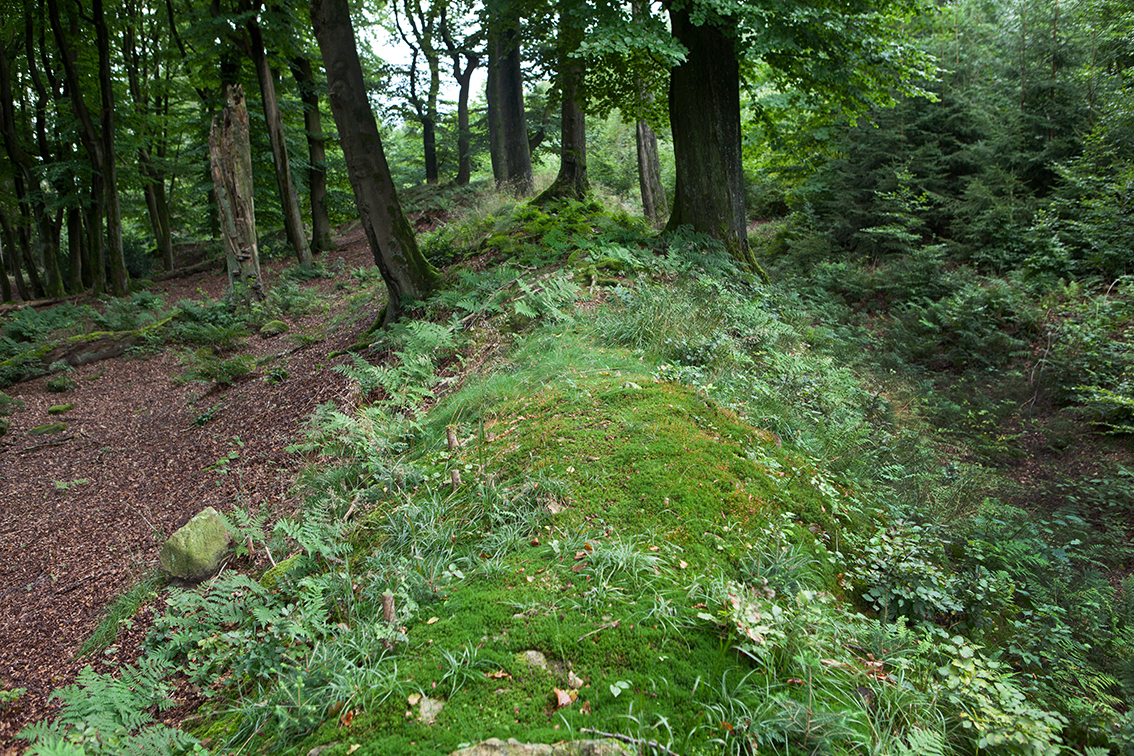
Wall Kleiner Hünenring (links der Innenbereich der Wallanlage)

## Hermannsdenkmal
1838–1875 wurde innerhalb des größeren der beiden Ringwälle das Hermannsdenkmal errichtet. Zu seinem Bau wurden auch Steine des Walles verwendet, der dadurch stark beschädigt wurde und heute nur noch teilweise erhalten ist.

## Verkehr
Es existieren diverse Wege auf den Gipfel der Grotenburg, von denen die meisten Wanderern, Radfahrern und dem Forstverkehr vorbehalten sind. Dazu zählt insbesondere auf der Luftlinie vom Ortskern Detmolds zum Hermannsdenkmal der „Hermannsweg“, der am östlichen Fuße Hiddesens beginnt (nicht zu verwechseln mit dem namensgleichen Hermannsweg). Diese Wege sind größtenteils verdichtet und eignen sich somit auch nach Regenfällen für die Überfahrt oder den Aufstieg. Mit Kraftfahrzeugen, gerade mit touristischem Interesse, gelangt man auf dem Weg zum Hermannsdenkmal über die „Hindenburgstraße“, einer gut ausgebaute zweistreifige Fahrbahn vom  Detmolder Stadtteil Hiddesen zum kostenpflichtigen Parkplatz „Am Hermannsdenkmal“ einige Meter unterhalb der Statue. Für die Abfahrt existiert neben dieser Straße mit der „Denkmalstraße“ eine weitere ausgebaute Straße nach Detmold-Schling/-Heiligenkirchen, die direkt vor dem Parkplatz abzweigt. Im obersten Abschnitt ist die Straße als Einbahnstraße abwärts ausgeführt; es existiert am unteren Beginn der Einbahnstraße ein kostenfreier Wanderparkplatz.
Die Abfahrt in Richtung Schling ist zu Beginn recht steil mit einem Gefälle von 20 %. Diese Route ist bei Radfahrern beliebt.

## Sehenswürdigkeiten
Nahe dem Teutberg befinden sich folgende Sehenswürdigkeiten und geografischen Ziele:
- Donoper Teich
- Externsteine
- Fürstenallee
- Lippische Velmerstot
- Preußische Velmerstot
- Ruine Falkenburg